# Karabin Stoner M63
Stoner M63 – amerykański karabin automatyczny o konstrukcji modułowej, umożliwiający w zależności od potrzeb rekonfigurację broni do formy: karabinu lub karabinka automatycznego, a także ręcznego lub uniwersalnego karabinu maszynowego.
Został opracowany w latach 60 XX w. przez Eugene Stonera. Używany przez jednostki Navy SEALs i Marines podczas wojny w Wietnamie.
W karabinie zastosowano konstrukcję modułową. Używając jako podstawy komory zamkowej można stosować różne lufy, kolby i magazynki, tworząc w ten sposób broń o różnym układzie.